# Летючий голландець (опера)
«Летючий голландець» (нім. Der fliegende Holländer) — опера на 3 дії німецького композитора Ріхарда Вагнера (WWV 63).

## Загальні відомості
Романтична опера в трьох актах.
Лібрето Ріхарда Вагнера.
 Місце і час дії: узбережжі Норвегії, 1650.
Тривалість близько 2 год. 20 хв.

## Історія створення
В 1839 році, подорожуючи з Риги до Лондона на вітрильнику, Вагнер став свідком бурі, що справила на нього сильне враження. У 1840 році композитор написав чорновий варіант тексту опери, взявши сюжет з опублікованої 1834 року новели Генріха Гейне «Мемуари пана фон Шнабелевопського». Цей варіант Вагнер продав директору Паризької опери, і наступного року відбулася прем'єра опери композитора Луї Діча, написаної на цей текст. Сам же Вагнер допрацював текст та написав свою музику приблизно за сім тижнів. Прем'єра «Летючого голландця» відбулася 2 січня 1843 року в Дрезденської придворної опері під керуванням автора і мала помірний успіх. Партію Сенти виконувала Вільгельміна Шредер-Деврієнт. У наступні роки опера ставилася і в інших містах: Ризі і Касселі (1843), Берліні (1844), Цюриху (1852), Празі (1856), тощо. Вагнер неодноразово повертався до опери протягом свого життя — в 1846 і 1852 роках він переробив інструментовку, в 1860 році розширив увертюру. З 1870 року опера йшла в європейських театрах в перекладі. Перша постановка «Летючого голландця» в рамках Байройтського фестивалю відбулася лише в 1901 р. під керуванням Фелікса Моттля.

## Дійові особи
- Голландець (бас-баритон)
- Даланд (Daland), норвезький моряк (бас)
- Сента (Senta), його дочка (сопрано)
- Ерік (Erik), молодий мисливець (тенор)
- Мері (Mary), вихователька Сенти (мецо-сопрано)
- Рульовий  (Steuermann), на кораблі Даланда (тенор)
- Хор: норвезькі та голландські матроси, дівчата.

## Синопсис

### Перша дія
Корабель Даланда в бурю знаходить притулок у бухті. Молодий керманич залишається на вахті та співає пісню про близьку зустріч зі своєю коханою. Потім він засинає і не помічає, як у тій же бухті стає на якір примарний корабель Голландця. Колись Голландець безбожно поклявся, що вічно буде намагатися обігнути непокірний мис, і з того часу він приречений на вічне поневіряння по морях, маючи можливість зійти на берег лише раз на сім років. Якщо йому вдасться знайти вірну дружину, він буде прощений, якщо ж вона виявиться невірна, вона теж буде проклята. Якраз минуло сім років; Голландець виходить на берег. У своєму монолозі «Die Frist ist um…» («Закінчився термін») він постає зневіреною людиною, марно шукає смерті та бачить свою надію лише в загибелі після Страшного суду. Однак, познайомившись із Даландом та дізнавшись про його дочку, Голландець просить у норвежця її руки. Даланд, захоплений скарбами Голландця, дає свою згоду. Тим часом буря кінчається і обидва кораблі разом продовжують своє плавання.

### Друга дія
Кімната в будинку Даланда. Дівчата прядуть, лише Сента сидить у задумі та дивиться на портрет моряка з легенди, що висить на стіні. Вона співає баладу про Летючого Голландця, і, охоплена співчуттям до його долі, каже, що була б йому вірна. Входить Ерік, він повідомляє про наближення корабля Даланда. Радісні дівчата біжать на берег, Ерік утримує Сенту. Молодий мисливець сподівається на взаємність дочки Даланда, але він стурбований недавно побаченим сном: Сента зникла в морі з похмурим незнайомцем. Ця розповідь лише зміцнює дівчину в її вірі в своє призначення.
Даланд входить разом з Голландцем, знайомить дочку з гостем та залишає їх наодинці. Голландець сподівається побачити в Сенті свою визволительку і вона клянеться йому у вірності. Даланд оголошує про заручини.

### Третя дія
У бухті шумно веселяться норвезькі матроси та дівчата, в той час як на кораблі Голландця панує зловісна тиша. Матроси намагаються запросити голландців на свято; не отримавши відповіді, вони починають сміятися над ними. Море починає вирувати навколо примарного корабля. Команда, що досі мовчала співає все голосніше та голосніше. Норвежці в жаху тікають.
Входить Сента, за нею — Ерік. Він намагається нагадати дівчині про ті часи, коли вона, як йому здавалося, була до нього прихильною. Ту розмову чує Голландець; йому здається, що і в Сенті він не знайшов вічної вірності. Він відкриває їй, що її чекає прокляття, і, щоб позбавити її від цього, наказує своїй команді спішно відпливати. Сента, яку марно намагаються утримати Ерік і Даланд, кидається в море зі скелі, доводячи цим свою вірність. У той же момент тоне, нарешті, корабель Голландця. Вдалині з води з'являються просвітлені образи Голландця та Сенти.

## Музика
«Летючий голландець» ознаменував набуття Вагнером свого індивідуального стилю. При цьому в опері ще відчувається панування традиційних закритих номерів, з яких найбільш важливі монолог Голландця в першому акті і балада Сенти у другому. Для опери характерно мальовниче подання сил природи.

## Вибрані записи
- 1944 — Дир. Клеменс Краус; солісти: Ханс Хоттер, Віоріка Урсуляк, Георг Ханн; Баварський державний оркестр.
- 1955 — Дир. Ханс Кнаппертсбуш; солісти: Герман Уді, Астрід Варнаі, Людвіг Вебер; оркестр Байройтського фестивалю.
- 1960 — Дир. Франц Конвічний; солісти: Дітріх Фішер-Діскау, Маріанна Шех, Готлоб Фрік; Берлінська державна капела.
- 1968 — Дир. Отто Клемперер; солісти: Тео Адам, Анья Силья, Мартті Талвела; оркестр «Нова Філармонія».
- 1971 — Дир. Карл Бем; солісти: Томас Стюарт, Гвінет Джонс, Карл Ріддербуш; оркестр Байройтського фестивалю.
- 1981 — 83 — Дир. Герберт фон Караян; солісти: Жозе ван Дам, Дуня Вейцовіч, Курт Молль; Берлінський філармонічний оркестр.

## В астрономії
На честь головної героїні опери Ріхарда Вагнера названо астероїд 550 Сента, відкритий 1904 року.

## Постановки в Україні
Опера «Летючий Голландець» Р. Вагнера Донецького національного академічного театру опери та балету імені Анатолія Солов'яненка здобула Шевченківську премію у 2014 році. Автори: Диригент-постановник Василь Василенко, режисер-постановник Марія Курочка, хормейстер-постановник Людмила Стрельцова, художній керівник проекту Василь Рябенький, артистка Тетяна Плеханова. Після захоплення Донецька сепаратистами опера на Донецькій сцені вже не ставилася, проте Стрельцова і Плеханова продовжили працювати у підконтрольній «ДНР» структурі і навіть здобули подяку «голови ДНР».